# 爱德华·贝奈斯
爱德华·贝奈斯（捷克語：Edvard Beneš，捷克語發音：[ˈɛdvart ˈbɛnɛʃ] ⓘ，1884年5月28日—1948年9月3日）是一位捷克斯洛伐克政治人物。他是捷克斯洛伐克的建立人之一，曾任捷克斯洛伐克外交部长、总理（1921年-1922年）和总统（1935年-1938年，1941年-1948年）。

## 青年、大学和社会学工作
贝奈斯生于摩拉维亚皮尔森附近，他的父母是小农，他是家里的第十个孩子。他受洗礼时纪录的名字为，但是后来他自己签名时始终使用的写法。今天这两种写法均有使用。在捷克的官方写法是。
贝奈斯先后在布拉格、巴黎和第戎上大学。1908年获法学博士学位。1909年至1914年在布拉格商学院、查理大学讲授经济学和社会学。

## 第一次世界大战时期的政治活动
在第一次世界大战中贝奈斯与其他人一起组织了一个捷克民族主义的独立运动。从1915年开始他与托马斯·马萨里克和斯洛伐克人米兰·什特凡尼克等人一起从巴黎支持捷克和斯洛伐克的独立运动。他在索邦大學教授斯拉夫学。1916年他帮助组织了“捷克斯洛伐克民族议会”并成为其总书记。
1917年初，贝奈斯与其他人一起建立了一支由捷克人和斯洛伐克人组成的军队，即捷克斯洛伐克军团。1918年法国承认捷克斯洛伐克民族议会为计划中的捷克斯洛伐克共和国的唯一代表，并在凡尔赛条约的交涉过程中有发言权。
在这个交涉过程中贝奈斯推翻美国总统伍德罗·威尔逊建议的让苏台德地区进行民族自決的建议。苏台德地区成为捷克的一部分。苏台德地区内部试图并入德国或者奥地利的运动被镇压。苏台德地区的南部与奥地利相邻，其北部和西部则是德国和捷克之间的山区。英国和法国不愿意看到这个地区并入德国或者奥地利，因此支持贝奈斯的建议。1918年11月奥匈帝国解体后捷克斯洛伐克军队入驻捷克东部的德语地区，解散了当地的独立运动。

## 捷克斯洛伐克外长（1918年至1935年）
从1918年至1935年，贝奈斯在捷克斯洛伐克总统托马斯·马萨里克手下连续任外交部长。1935年他继托马斯·马萨里克成为捷克斯洛伐克总统。此外从1921年至1922年，他还兼任捷克斯洛伐克总理。
在捷克与斯洛伐克之间的关系上贝奈斯持捷克斯洛伐克主义。
贝奈斯反对1917年俄罗斯的十月革命。他的外交政策的主调是反苏联的和新斯拉夫主义的，但是他也认识到与苏联合作的必要。1933年阿道夫·希特勒在德国上台后，贝奈斯的领导下捷克斯洛伐克承认苏联并于1935年与苏联签署友好条约。但是此举引起了捷克斯洛伐克西方同盟国，尤其是法国的怀疑。

## 捷克斯洛伐克总统（1935年至1938年）
1938年3月德奧合併后，希特勒要求苏台德地区并入德国。贝奈斯开始增兵，并希望英国和法国能够支持他。1938年9月贝奈斯向法国建议将苏台德地区的一部分（约5000平方公里，占苏台德总地区的约18%）让给德国，并将大多数留在捷克斯洛伐克的说德语的人（按贝奈斯的估计约220万人）驱逐出境。英国和法国一开始表示同意，但后来又反对这个计划。为了避免战争，英法在慕尼黑協定中同意德国占据苏台德地区。
慕尼黑协定签署后苏联曾经表示愿意向捷克斯洛伐克提供军事帮助，但是贝奈斯以不现实为由拒绝了苏联的建议。至今为止对苏联这个建议是否怀好意依然有争议。
1938年10月5日，贝奈斯辞职赴伦敦。他的后任埃米尔·哈查被选为捷克斯洛伐克总统后不久他还致电祝贺。

## 避难伦敦
一开始贝奈斯作为私人住在伦敦。1940年他组织了一个流亡政府并自称为是捷克斯洛伐克总统。在第二次世界大战中同盟国国家最后承认贝奈斯为捷克斯洛伐克总统。贝奈斯的目的在于重建慕尼黑协定前捷克斯洛伐克的疆界和驱逐境内所有340万的德国人。
1943年10月27日，贝奈斯在一个从英国播送的广播中说：“我们要用鲜血换取战争的结束。我们将对德国毫不留情。他们从1938年开始在我们的国家造成的破坏将加倍尝还。整个民族要加入这场战斗。没有一个捷克斯洛伐克人能够躲避这个人物，没有一个爱国者会放弃对民族危难复仇的机会。”
1943年12月12日，德国在其东部战场上的败绩已然明显，贝奈斯在莫斯科与斯大林签署了捷克斯洛伐克和苏联的互保条约，这个条约也规定了战后的合作，这样苏联就成为了捷克斯洛伐克的保障国。在这次访问中贝奈斯还与斯大林达成了驱逐苏台德德国人以及部分驱逐斯洛伐克南部72万匈牙利人以及没收其财产的决定。

## 再任总统（1945年至1948年）
1945年5月，贝奈斯从苏联返回家乡，实际上又恢复了他总统的职位。他的这个第二次任期的主要任务在于重建捷克斯洛伐克为一个统一的民族国家。
1945年5月16日，贝奈斯回到布拉格后在布拉格老城对许多欢迎他的人发表演讲说：
|  | 我们必须……毫不留情地消灭捷克的德国人和斯洛伐克的匈牙利人。在捷克和斯洛伐克的统一民族国家利益的容许下我们必须将他们消灭掉。我们的目标是在文化上、经济上和政治上彻底非日耳曼化。 |

1945年10月14日，他在另一次演讲中说：
|  | 最近国际媒介批评我们，说德国人迁徙的过程不人道、不能让人容忍，说我们对德国人就像他们对我们一样，说我们抹黑了我们自己的道德和至今为止无暇的声誉，说我们使用了纳粹那样残酷的、不文明的手段。 不论这些批评在偶尔事件上是否正确，我毫无疑问地肯定：所有的德国人必须回德国，他们全部将离开。他们离开的原因是他们自己的巨大的道德上的罪恶，是他们战前和他们自己的战争政策对我们的国家和民族留下的创伤。只有被承认是忠实于我们国家的反法西斯主义者才能够留下。但是将他们迁返德国的过程中我们必须对他们是人道的、正义的、无私的和道德上正确的。（……）任何抵触了这个政策的国家机构必须改悔他们的做法。政府绝不容许共和国的好名声被不负责任的人摧毁。 |

在波茨坦会议上美国、英国和苏联同意使用“人道的手段”对德国人的强迫迁移。贝奈斯签署的贝奈斯法令中不仅宣布驱逐德国人和匈牙利人，而且因为他们是“卖国贼和（德国的）合作者”以及是不受欢迎的民族而无补偿没收所有财产。此外捷克斯洛伐克的部分企业被国有化。按照这个法令在1938年至1945年间忠于捷克斯洛伐克的德国人不被驱逐和没收财产，不过受到这个例外的人很少。
1948年2月25日，已经重病的贝奈斯在捷共重重压力下接受了非共产党部长的辞职，由此使共产党上台。5月他拒绝在新的宪法上签字，6月2日他被迫辞职。克莱门特·哥特瓦尔德继任捷克斯洛伐克总统职。9月3日，貝奈斯逝世于塔布尔附近。

## 任职
- 1918年捷克斯洛伐克共和国成立后，出任外交部长（1918～1935）。
- 1920-1925年和1929-1935年国会议员。
- 1921-1922年出任总理。
- 1935年继托马斯·马萨里克任总统。
- 1938年10月5日被迫辞去总统职务，赴美国讲学。
- 1940年在伦敦建立流亡的民族委员会。
- 1941年任流亡政府总统。
- 1946年再次当选为总统。
- 1948年二月事件中被迫接受12位部长的辞呈，且批准捷共提出的新政府名单。同年6月辞去总统职务。

因他在争取独立中所起的作用，同托马斯·马萨里克和米兰·雷斯提斯拉夫·什特凡尼克一起，被称作捷克斯洛伐克开国三元勋。
2005年6月捷克票選「最偉大的捷克人」（Největší Čech）中，他排名第22。
| 前任： 杨·丘尼         | 捷克斯洛伐克总理 | 繼任： 安东尼·斯维拉       |
| 前任： 托马斯·马萨里克 | 捷克斯洛伐克总统 | 繼任： 埃米尔·哈查         |
| 前任： 埃米尔·哈查     | 捷克斯洛伐克总统 | 繼任： 克莱门特·哥特瓦尔德 |